# Eschert
Eschert (toponimo francese) è un comune svizzero di 389 abitanti del Canton Berna, nella regione del Giura Bernese (circondario del Giura Bernese).

## Società

### Evoluzione demografica
L'evoluzione demografica è riportata nella seguente tabella:
Abitanti censiti

## Amministrazione
Dal 1911 comune politico e comune patriziale sono uniti nella forma del commune mixte.